# ヘクター (仮装巡洋艦)
ヘクター (HMS Hector) は第二次世界大戦時のイギリス海軍の仮装巡洋艦。元は貨客船。
「ヘクター」は戦間期にスコットランド、グリーノックのスコッツ社で建造された。1924年6月18日に進水し、1924年9月23日に所有者であるOcean Steamship Co Ltd (A. Holt & Co)に引き渡された。リバプールに登録され、1924年9月24日にリバプールから極東へ向けて処女航海に出発した。 
「ヘクター」は1939年8月27日に徴用され、仮装巡洋艦へと改装された。改装は1939年12月20日に完了した。1940年1月、ニュージーランド艦隊 (New Zealand station) に編入。8月に東インド艦隊 (East Indies station) に移り、1942年3月に東洋艦隊所属となった。
退役の準備中であった「ヘクター」は、1942年4月5日の日本軍空母搭載機による空襲（セイロン沖海戦）で直撃弾４発を受けて炎上、着底。燃料が14日ほど燃え続け、全損となった。この攻撃では駆逐艦「テネドス」も沈んでいる。
「ヘクター」は1942年4月20日に名目上はOcean Steamship Companyに返還されたが、戦争中であったため1946年まで浮揚されなかった。修理の価値は無いと判断され、解体のため売却された。
- トン数：11,198トン (GRT)
- 全長：498.5 フィート (151.9 m)
- 全幅：62.3 フィート (19.0 m)
- 吃水：34.9 フィート (10.6 m)
- 機関：蒸気タービン
- 速力：15 ノット (28 km/h; 17 mph)
- 兵装：152mm砲6、76mm砲1

## 登場作品
『提督の決断シリーズ』
連合国の巡洋艦として登場。グラフィックは輸送船のものを流用。